# 岩本海
岩本 海（いわもと かい、1996年12月13日 - ）は、日本のモデルである。大阪府出身。身長164cm、血液型はO型。キリンプロに所属していた。

## モデル

### スチル
- 髙島屋（2006年）
- フィットネスクラブ コスパ（2007年）
- パーティーハウス（2007年 - 2009年）
- イズミヤ（2009年）
- SATY

### VP
- ポケットモンスター（2007年）
- 松原天美 アーバンコンフィートマンション（2007年）
- パナソニック（2008年）
- 京都府ってどんなところ